# Operation Frankton
Operation Frankton war eine militärische Kommandooperation einer Spezialeinheit der britischen Royal Marines während des Zweiten Weltkrieges. Das Ziel der Sprengstoffanschläge war es, Fracht- und Kriegsschiffe im von der Wehrmacht besetzten Hafen der französischen Stadt Bordeaux durch Zerstörung oder Beschädigung fahruntüchtig zu machen.
Die Operation wies in Planung und Ablauf mehrere Besonderheiten auf. Während die Hafenstadt Bordeaux von der Mündung der Gironde über den Seeweg in Kajaks erreicht werden sollte, war der Rückzug auf dem Landweg durch das neutrale Spanien geplant. Ohne dass die Beteiligten davon wussten, befand sich zum Einsatzzeitpunkt eine weitere britische Kommandoeinheit im Hafen von Bordeaux, die einen fast identischen Auftrag verfolgte. Als Folge dieser Panne wurde im britischen Verteidigungsministerium ein neuer Posten geschaffen, der fortan den störungsfreien Ablauf der verschiedenen bei den britischen Streitkräften und Geheimdiensten angesiedelten Kommandooperationen überwachen sollte.
Der Erfolg der Mission wurde unterschiedlich beurteilt: Aus taktischer Sicht sind die Verluste von über 80 % der ursprünglichen Einsatzkräfte dramatisch, strategisch gesehen erzielten die verbliebenen Soldaten jedoch einen verhältnismäßig hohen wirtschaftlichen Schaden und psychologische Wirkung.

## Hintergrund
Operation Frankton war Teil einer Reihe von Kommandooperationen der britischen Streitkräfte während des Zweiten Weltkriegs, mit denen die Regierung des Vereinigten Königreichs unter Winston Churchill, teilweise Elemente der Guerillakriegsführung verwendend, das Deutsche Reich durch gezielte Einzelaktionen in militärischer und wirtschaftlicher Hinsicht empfindlich zu schwächen versuchte. Die Entscheidung für die Durchführung von Kommandooperationen war gefallen, nachdem groß angelegte militärische Offensiven in Europa angesichts des Scheiterns der British Expeditionary Force und deren Evakuierung in Dünkirchen als vorerst nicht durchführbar angesehen wurden.
Die Operation ging auf eine frühere Initiative des Majors der Royal Marines und späteren Leiters der Operation, Herbert George „Blondie“ Hasler zurück. Am 6. Juli 1942 wurde im Seebad Southsea bei Portsmouth an der englischen Kanalküste eine Einheit mit dem Tarnnamen „Royal Marines Boom Patrol Detachment (RMBPD)“ (in etwa: Königliche Marineinfanterie-Hafenketten-Patrouille-Abteilung) aufgestellt. Major Hasler wurde zum Leiter der Operation ernannt, Captain J. D. Stewart als sein Stellvertreter. Die Einheit hatte eine Stärke von 34 Mann und war in Lumps Fort, einer Befestigungsanlage aus dem 18. Jahrhundert, stationiert. Übungen wurden oft im Hafen von Portsmouth durchgeführt, wobei die Soldaten nachts entlang der seeseitigen Hafensperren patrouillierten.
Das Augenmerk des britischen Armeeoberkommandos war auf eine mögliche Operation im Hafen von Bordeaux gefallen, da es sich dabei um einen für die Deutschen strategisch wichtigen Importhafen für kriegswichtige Güter handelte. Im Zeitraum von Juni 1941 bis Juni 1942 wurden u. a. Pflanzen- und tierisches Öl, weitere Rohstoffe und 25.000 Tonnen Rohkautschuk über den Hafen importiert. Hasler reichte am 21. September 1942 einen Angriffsplan beim britischen Oberkommando ein. Dieser erste Plan sah den Transport von drei Kajaks zur Mündung der Gironde an der französischen Atlantikküste vor. Die Girondemündung bildet an dieser Stelle ein Ästuar. Der Transport der Kajaks zum Ästuar sollte mittels eines U-Boots durchgeführt werden. Anschließend sollten die beteiligten Soldaten die 97 km lange Strecke über die Gironde bis zum Hafen von Bordeaux in mehreren Nächten paddelnd zurücklegen, während sie sich und ihre Kajaks tagsüber verborgen halten sollten. So sollte man die Entdeckung durch die 32 Schiffe und Boote der Kriegsmarine verhindern, die auf der Gironde patrouillierten und den Hafen von Bordeaux nutzten. Angekommen am Ziel sollten sechs bis zwölf Frachtschiffe versenkt und anschließend die Flucht über den Landweg über das neutrale Spanien angetreten werden.
Die Durchführung Operation wurde am 13. Oktober 1942 genehmigt, wobei Admiral Louis Mountbatten, Leiter des Combined Operations Headquarters anordnete, dass die Anzahl der eingesetzten Kajaks auf sechs verdoppelt wurde. Ursprünglich hatte Mountbatten auch angeordnet, dass Major Hasler selbst nicht an der Operation teilnehmen sollte, da er als Kenner des Kajaks („Canoes“ im damaligen Sprachgebrauch des englischen Militärs) als Einsatzmittels unabkömmlich sei. Er ließ Hasler jedoch an der Operation teilnehmen, nachdem dieser förmlich seine Argumente für seine Beteiligung dargelegt hatte.
Das RMBPD begann am 20. Oktober 1942 mit der Ausbildung, bei der der Umgang mit dem Kajak und mit Haftminen sowie Tauchübungen und „Escape and Evasion“ (in etwa: Flucht- und Ausweichtraining) exerziert wurden. Im Rahmen der Übungen wurde eine Attacke gegen Deptford simuliert, bei dem die Teammitglieder in Margate starteten und den Fluss Swale aufwärtsfuhren.
Als Transportmittel für die Operation wurden Faltkajaks ausgewählt, die den Codenamen „Cockle“ (Muschel) erhielten. Der ausgewählte Kajaktyp war ein faltbares Zweimannkajak aus Leinwand mit einem flachen Rumpf und einer Länge von 4,6 m. Im zusammengefalteten Zustand musste das Kajak klein genug sein, um durch die engen Durchgänge eines U-Bootes in dessen Lagerraum verbracht werden zu können. Vor Ort musste das Kajak erneut an Deck gebracht, aufgebaut und in den Torpedoschächten verstaut werden, aus denen es zum Einsatzbeginn hervorgeholt würde. Während des Einsatzes musste jedes Kajak zwei Männer, acht Haftminen, drei Paddel, Kompass, Tieflot mit Kurbelwinde, Flickzeug, Taschenlampe, Tarnnetz, wasserdichte Uhr, Angelschnur, zwei Handgranaten, Nahrung und Wasser für sechs Tage, Schraubenschlüssel zur Scharfmachen der Minen und einen Magneten zum Festmachen des Kajaks an Frachtschiffen mitführen. Die maximale Traglast für das Cockle-Kajak betrug ca. 217 kg (420 Pounds). Die Einsatzmitglieder trugen zudem Pistolen im Kaliber .45 und Fairbairn-Sykes-Kampfmesser.
Die Männer des Einsatzes wurden in zwei Abteilungen eingeteilt, von denen jede ihr eigenes Ziel verfolgte.
- A Division  Hasler and Marine Bill Sparks im Kajak „Catfish“.  Corporal Albert Laver and Marine William Mills im Kajak „Crayfish“.  Corporal George Sheard and Marine David Moffatt im Kajak „Conger“.
- B Division  Lieutenant John Mackinnon und Marine James Conway im Kajak „Cuttlefish“.  Sergeant Samual Wallace and Marine Robert Ewart im Kajak „Coalfish“.  Marine W. A. Ellery und Marine E. Fisher im Kajak „Cachalot“.

Ein dreizehnter Mann war als Reserve eingeplant, Marine Norman Colley.
Bis zum Abschluss von Operation Frankton blieb der Combined Operations-Führung und den beteiligten Soldaten unbekannt, dass zum gleichen Zeitraum eine ähnliche geartete Operation der Special Operations Executive stattfinden sollte: ebenfalls auf den Hafen von Bordeaux gerichtet, sollte eine Kommandoeinheit unter Führung von Claude de Baissac ebenfalls mittels Sprengstoff deutsche Schiffe angreifen. Da die Special Operations Executive eine strikte Geheimhaltungspolitik verfolgte, hatten beide Kommando-Organisationseinheiten keinerlei Kenntnisse von den Plänen des jeweils anderen.

## Ablauf der Operation

### Annäherung
Am 30. November 1942 legte das U-Boot der Royal Navy Tuna von Holy Loch in Schottland ab mit Kurs Richtung Biskaya. An Bord des U-Boots befand sich neben der Besatzung unter dem Kommandanten Lieutenant-Commander Dick Raikes die sechs Kajaks und die 13 Einsatzmitglieder. Als Ankunftszeit und Start der Operation am Gironde-Ästuar war der 6. Dezember 1942 geplant. Dieser Zeitplan verschob sich um einen Tag aufgrund schlechten Wetters und da die Tuna ein Minenfeld passieren musste. Am 7. Dezember erreichte sie den Gironde-Ästuar und tauchte ca. 16 km davor auf. Beim Aufbau des Kajaks „Cachalot“ wurde dessen Hülle beim Durchreichen durch das Einstiegsluk beschädigt, sodass nur fünf einsatzfähige Kajaks verblieben. Das Reservemitglied Colley wurde nicht gebraucht und so blieben er und die Besatzung von „Cachalot“, Ellery und Fisher an Bord der Tuna.
Dem Logbuch der Tuna zufolge legten die verbleibenden fünf Kajaks um 19.30 Uhr am 7. Dezember ab, wobei andere Quellen den Start zwischen 19.36 Uhr bis 20.22 Uhr angeben. Die Besatzungen der Kajaks sollten bis zum Ziel durchpaddeln und dabei jede Stunde eine fünfminütige Erholungspause einlegen. In der ersten Nacht vom 7. auf den 8. Dezember verschwand bei starkem seitlichen Wellengang und Seitenwinden das Kajak „Coalfish“. Auf der weiteren Fahrt hatten die verbleibenden Einsatzmitglieder mit hohen Wellen von 1,5 m zu kämpfen, als Kajak „Conger“ kenterte und die Crew es schließlich aufgab, nachdem ein Lenzen des eingedrungenen Wassers nicht möglich war. Die Crew aus Sheard und Moffat hielt sich an zwei der drei noch seetüchtigen Kajaks fest. Es kam zu einer dramatischen Entscheidung Haslers: Da die zwei schiffbrüchigen Kameraden die verbleibenden Kajaks stark behinderten, wurden die zwei Männer so nahe wie möglich an die Küste gezogen, von wo aus sie alleine schwimmend versuchten, den Strand zu erreichen.
Die Crews der verbleibenden Faltboote setzten die Operation fort und näherten sich einem wichtigen Wegpunkt ihrer geplanten Route, als sie auf drei deutsche Fregatten vor ihnen stießen. Indem sie sich flach auf den Rumpf der Faltboote legten und leise paddelten, konnten die Fregatten unentdeckt passiert werden, allerdings wurden die Boote „Catfish“ und „Cuttlefish“ getrennt. Nachdem Mackinnon und Conway an die Küste getrieben wurden, mussten sie ihr Boot verlassen. Sie konnten sich vier Tage lang unentdeckt Richtung spanischer Grenze bewegen, bevor sie verraten und von der Gendarmerie festgenommen wurden, die sie an die deutschen Besatzungstruppen auslieferte. Die Übergabe der Gefangenen fand im Krankenhaus von La Reole, etwa 48 km südöstlich von Bordeaux statt.
In der ersten Nacht hatten die drei verbliebenen Boote „Catfish“, „Crayfish“ und „Coalfish“ 32 km in fünf Stunden zurückgelegt und in der Nähe von Saint-Vivien-de-Médoc festgemacht. Während sie sich tagsüber versteckten und von niemandem bemerkt wurden, wurden Wallace und Ewart im „Coalfish“ im Morgengrauen nahe dem Leuchtturm Pointe de Grave am Beginn des Ästuars festgenommen, wo sie an Land getrieben worden waren.
Am Ende der zweiten Nacht vom 8. auf den 9. Dezember waren die zwei verbliebenen Boote „Catfish“ und „Crayfish“ weitere 35 km in sechs Stunden gepaddelt. In der dritten Nacht, 9./10. Dezember, legten sie 24 km zurück, in der vierten Nacht des 10./11. Dezembers wegen starker Ebbe nur 14 km. Der ursprüngliche Plan hatte den Angriff mit den Minen auf den 10. Dezember festgelegt, aber nun änderte Hasler den Plan. Aufgrund der starken Ebbe hatten sie noch immer eine kürzere Strecke zurückzulegen, daher befahl Hasler, dass sie sich für einen weiteren Tag verstecken würden um Bordeaux in der Nacht vom 11. auf den 12. Dezember zu erreichen. Nach einer Nacht der Erholung verbrachten die Crews den folgenden Tag damit, die Ausrüstung und die Haftminen vorzubereiten. Hasler entschied, dass das Boot „Catfish“ die Westseite und „Crayfish“ die Ostseite der Hafenanlagen angreifen sollte.

### Bordeaux
Die zwei verbliebenen Faltboote „Catfish“ und „Crayfish“ erreichten Bordeaux in der fünften Nacht vom 11. auf den 12. Dezember; der Fluss lag ruhig und der Himmel war klar. Der Angriff begann um 21.00 Uhr, als Hasler und Sparks im „Catfish“ acht Haftminen an vier Schiffen anbrachten, darunter an dem zum Minenabwehrschiff umgebauten ehemaligen Frachtschiff „Sperrbrecher 14“. Ein Wachtposten der „Sperrbrecher 14“ schien das Boot von Hasler und Sparks entdeckt zu haben, doch letztlich konnten diese durch die Tarnung ihres Bootes in der Dunkelheit erneut der Entdeckung entgehen. Nachdem sie alle Minen befestigt hatten, verließen sie um 00.45 Uhr mit der Ebbeströmung den Hafen. Zur gleichen Zeit erreichten Laver und Mills im „Crayfish“ die östliche Seite der Docks, konnten jedoch kein Angriffsziel finden. Sie entschlossen sich daher, Schiffe an den zuvor passierten Hafenanlagen von Bassens nördlich von Bordeaux anzugreifen. Dort platzierten sie acht Haftminen an zwei Schiffen, fünf an einem großen Frachtschiff und drei an einem kleinen Linienschiff.
Die Explosion der Minen wurde von Claude de Baissac gehört, der im Auftrag der Special Operations Executive im Begriff war, ebenfalls Sprengstoff an Bord deutscher Schiffe zu bringen.
Auf dem Rückmarsch flussabwärts trafen sich beide Einsatzboote zufällig an der Île Cazeau (heute Île Verte). Sie setzen ihren Weg flussabwärts gemeinsam fort und erreichten um 6.00 Uhr einen Uferabschnitt in der Nähe der Gemeinde Saint-Genès-de-Blaye. Hier versenkten sie ihre Boote, um ihre Spuren zu beseitigen. Die zwei Bootsbesatzungen machten sich dann jeweils eigenständig zu Fuß auf den langen Weg bis zur spanischen Grenze. Nach zwei Tagen wurden Laver und Mills in Montlieu-la-Garde von der Gendarmerie festgenommen und den deutschen Besatzungstruppen übergeben.
Das Oberkommando der Wehrmacht veröffentlichte am 10. Dezember eine Verlautbarung, dass am 8. Dezember eine Sabotageeinheit nahe der Girondemündung entdeckt und eliminiert worden sei. Erst im Januar 1943 wurden die an der Operation Frankton beteiligten Soldaten von britischer Seite offiziell als vermisst registriert. Im Laufe der Zeit sickerten jedoch auch Informationen durch, dass während des Einsatzzeitraums fünf Schiffe in Bordeaux durch mysteriöse Explosionen beschädigt worden waren. 2010 wurde bekannt, dass ein sechstes Schiff ebenfalls beschädigt worden war, sogar schwerer als die fünf, über die berichtet worden war. Diese fünf Schiffe waren schnell wieder repariert und in Dienst gestellt worden.
Am 18. Dezember 1942 erreichten Hasler und Sparks die französische Kleinstadt Ruffec, etwa 160 km nordöstlich ihrer Landestelle an der Gironde. Dort nahmen sie Kontakt zu Mitgliedern der Resistance im Hotel de la Toque Blanche auf und wurden 18 Tage lang auf einem Bauernhof in der Nähe versteckt. Schließlich wurden sie durch die Pyrenäen nach Spanien geleitet.

## Auswirkungen und Folgen
Erst am 23. Februar 1943 erhielten die Combined Operation Headquarters durch eine Geheimnachricht des Resistancemitglieds Mary Lindell an das Kriegsministerium Kenntnis, dass Hasler und Sparks in Sicherheit waren. Am 2. April 1943 erreichte Hasler per Flugzeug Großbritannien. Zuvor hatte er Gibraltar mithilfe der Fluchtorganisation der Resistance erreicht. Sparks wurde auf dem Seeweg zurückgeschickt und kam sehr viel später an.
Für ihre Teilnahme an der Operation wurde Hasler der Distinguished Service Order, Sparks die Distinguished Service Medal verliehen. Laver und Mills wurden ebenfalls für die Distinguished Service Medal vorgeschlagen, da diese damals jedoch nicht posthum verliehen werden konnte, wurden sie stattdessen im Kriegsbericht erwähnt (Mentioned in dispatches).
Wallace und Ewart hatten nur bestimmte Informationen in ihren Verhören preisgegeben. Sie wurden auf Grundlage des Kommandobefehls in der Nacht des 11. Dezembers in einer Sandgrube in einem Wald nördlich von Bordeaux hingerichtet. Eine Gedenkplakette wurde am zuerst vermuteten Hinrichtungsort am Chateau Magnol in Blanquefort installiert, dieser Ort wird jedoch, unter anderem durch die Aussage eines an der Hinrichtung beteiligten deutschen Offiziers, inzwischen als falsch verworfen. Ein weiteres Denkmal befindet sich am Pointe de Grave, wo beide Soldaten festgenommen wurden. Im März 2011 wurde an gleicher Stelle ein neues Denkmal enthüllt, die Kosten beliefen sich auf 100.000 Euro.
Nach der Hinrichtung der beiden Royal Marines notierte Großadmiral Erich Raeder im Kriegstagebuch des Oberkommandos der Marine, dass es sich dabei um ein Novum im internationalen Recht gehandelt habe, da die Soldaten Uniformen getragen hatten. Der amerikanische Historiker Charles Thomas bewertet diese Eintragung als sarkastische Bemerkung, in der möglicherweise ein schlechtes Gewissen Raeders zum Ausdruck gebracht werde.
Mackinnon war in ein Krankenhaus eingewiesen worden aufgrund eines entzündeten Knies. Es konnte nachgewiesen werden, dass Laver, Mills, Mackinnon und Conway nicht 1942 in Paris hingerichtet wurden, sondern möglicherweise am selben Ort wie Wallace und Conway, ebenso aufgrund des „Kommandobefehls“. Der genaue Zeitpunkt ihrer Hinrichtung ist nicht bekannt.
Sheard und Moffat im gekenterten „Conger“ waren in der ersten Nacht nicht ertrunken, sondern an Unterkühlung gestorben. Moffatts Leiche wurde am 14. Dezember weit nördlich des Girondeästuars an der Insel Île de Ré gefunden. Sheards Leiche wurde möglicherweise entdeckt und noch weiter nördlich an der Atlantikküste begraben. Sheard wird auf dem Denkmal „Hero’s Stone“ in seiner Geburtsstadt Devonport im Viertel North Corner gedacht.
Nachdem bekannt wurde, dass Combined Operations und Special Operations Executive zur gleichen Zeit fast gleichartige Operationen im selben Gebiet, zur gleichen Zeit durchgeführt hatte, wurde ein neuer Posten eines Kontroll-Offiziers im britischen Verteidigungsministerium geschaffen, der solche Dopplungen, Konflikte und Rivalitäten zwischen Organisationseinheiten der Streitkräfte in Zukunft verhindern sollte.

## Erinnerungskultur und Denkmäler

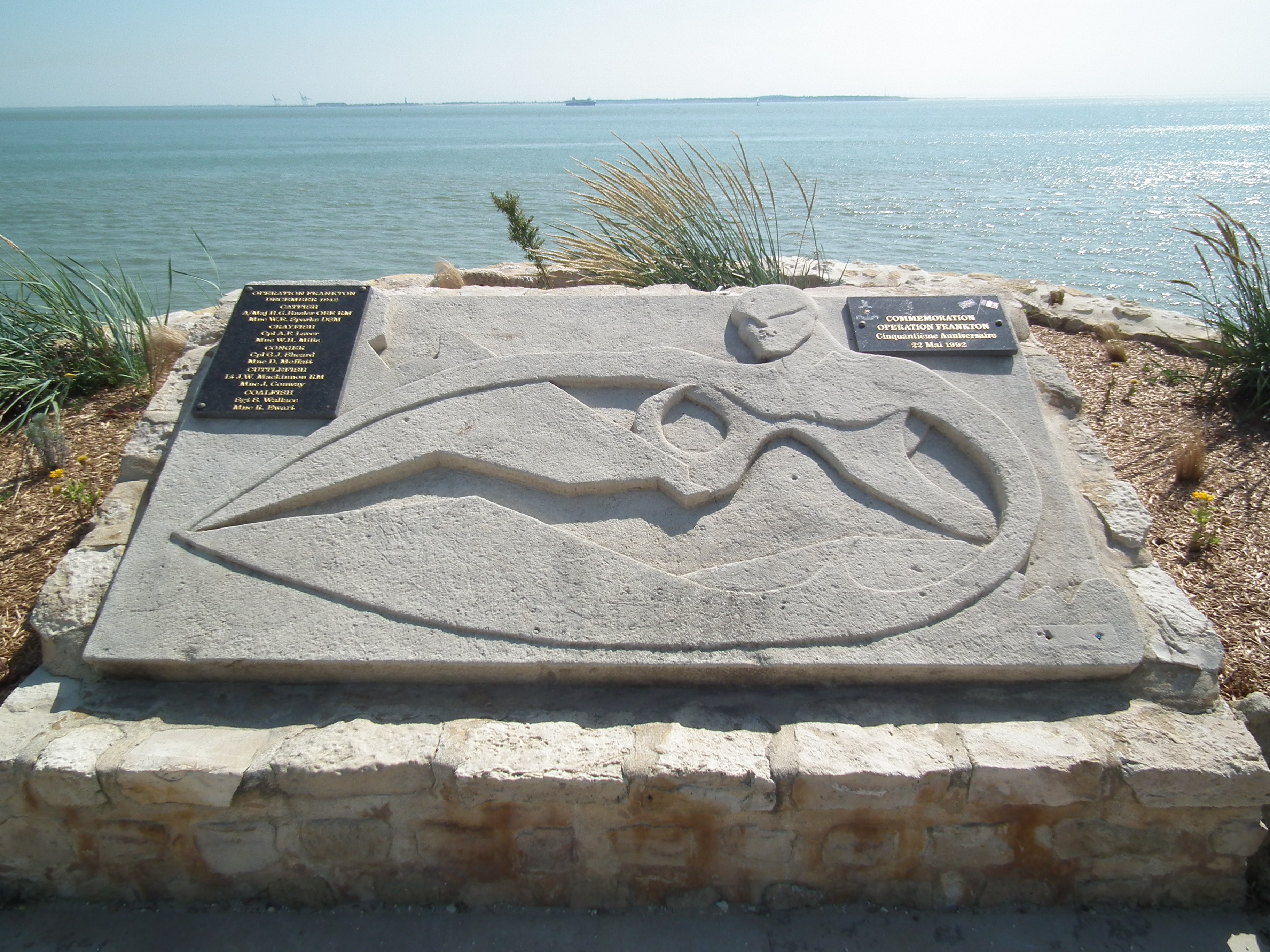
Gedenkstein am Strand in Saint-Georges-de-Didonne

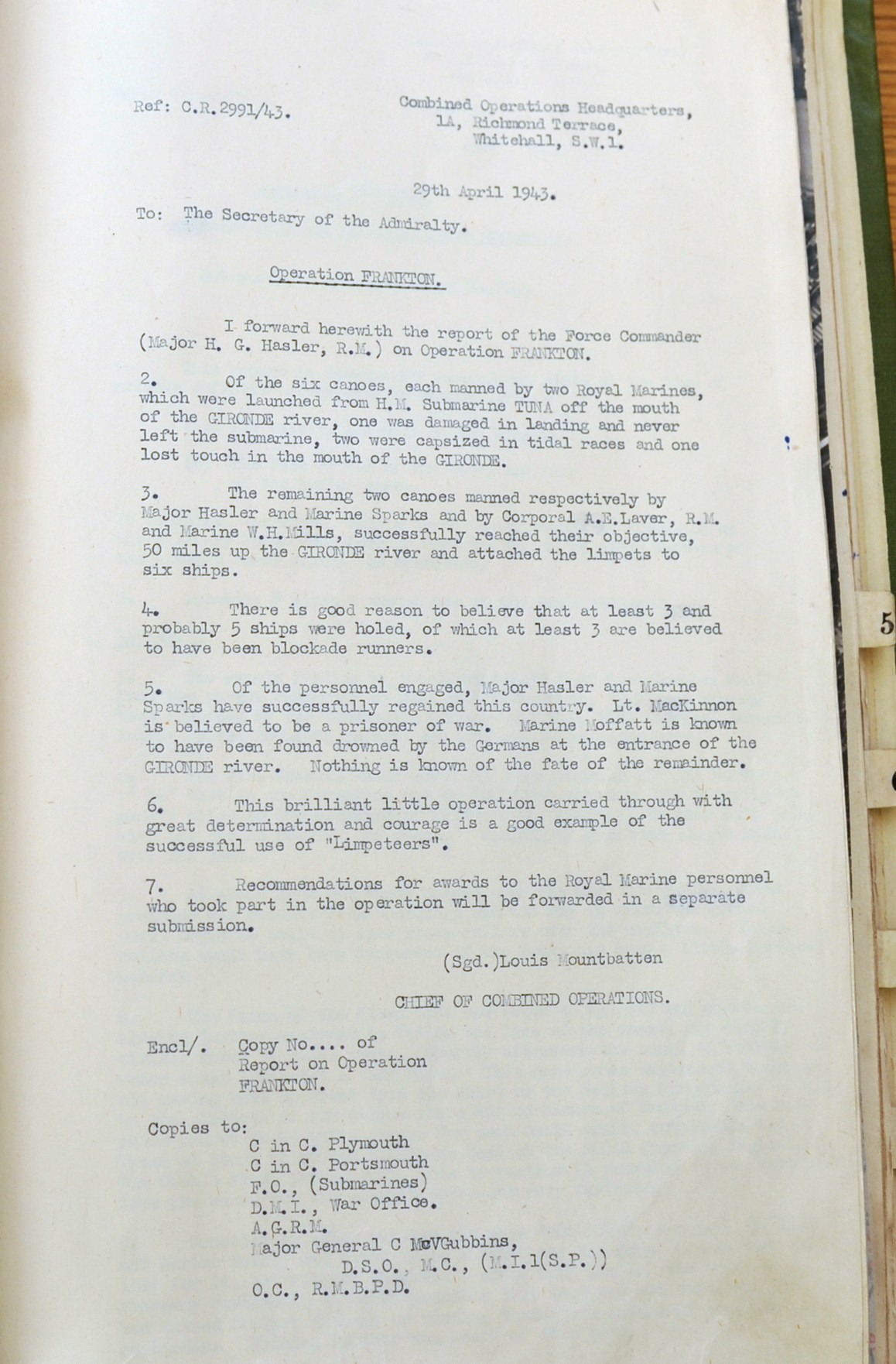
Deckblatt des Berichts der Combined Operations Headquarters über Operation Frankton an die Admiralität.

Die Worte von Lord Mountbatten, dem Chef der Combined Operations, sind auf einem Gedenkstein am Standort der Royal Marines in Poole (dem jetzigen Standort des Special Boat Service) verewigt:
„Of the many brave and dashing raids carried out by the men of Combined Operations Command none was more courageous or imaginative than Operation Frankton."

(„Von den vielen mutigen und verwegenen Operationen der Männer des Combined Operations Command war keine mutiger oder einfallsreicher als Operation Frankton.")
Mackinnon wird am Portsmouth Naval Memorial gedacht. Sein Kamerad James Conway wurde mit einem eigenen Denkmal in seiner Heimatstadt Stockport geehrt, es wurde am 10. Dezember 2017 enthüllt.
Laver, Sheard, Mills, Conway, Wallace, Moffatt und Ewart wird am Plymouth Naval Memorial gedacht.
Operation Frankton wurde von Louis Mountbatten bezeichnet als „diese brilliante kleine Operation, die mit großer Bestimmtheit und Mut durchgeführt wurde […]“.
Im Juni 2002 wurde der „Frankton Trail“ eröffnet, ein Wanderweg, auf dem sich Haslers und Sparks 160 km lange Rückzugsroute nacherleben lässt. „Frankton Souvenier“ ist eine englisch-französische Organisation, die gegründet wurde, um an die Geschichte der Operation Frankton zu erinnern. Die Organisation plant, den Wanderweg weiterzuentwickeln und an wichtigen Stellen erklärende Tafeln anzubringen.
Am 31. März 2011 wurde für die „Cockleshell Heroes“ und drei Franzosen ein Denkmal aus Portland-Naturstein errichtet. Der Gedenkstein wurde vom Fährunternehmen Brittany Ferries transportiert. Die Kosten des Denkmals belaufen sich auf etwa 80.000 Pfund.
Das einzige erhaltene bei der Operation Frankton eingesetzte Faltboot, die „Cachalot“ kann mit weiteren originalen Ausrüstungsgegenständen im Combined Military Services Museum in Maldon, Essex besichtigt werden.

## Künstlerische Verarbeitung
1955 wurden die Ereignisse der Operation Frankton als Kinofilm, mit einigen Abweichungen vom tatsächlichen Verlauf, unter dem Titel Himmelfahrtskommando verfilmt. Der Film war 1956 ein Erfolg an den Kinokassen und zog auch die Publikation einen gleichnamigen Buches nach sich. „Blondie“ Hasler hatte zu beiden Projekten Beziehungen: Während des Drehs von Himmelfahrtskommando war Hasler als technischer Berater engagiert. Da er jedoch den Titel des künftigen Filmes und des darauf basierenden Buches hasste (in der englischen Originalfassung „The Cockleshell Heroes“), gab er seinen Beraterposten auf und versuchte, die korrekte Darstellung der Abläufe in der Buchfassung zu bewirken.
2011 strahlte die BBC eine Dokumentation über die Operation Frankton mit dem Titel „The Most Courageous Raid of WWII“ aus. Der Erzähler Paddy Ashdown war früher ebenfalls Mitglied des Special Boat Service. In der Dokumentation weist Ashdown auch auf die schlechten Abstimmungen der verschiedenen britischen Kommando-Organisationen der Armee hin, die bei Operation Frankton zu taktischen Fehlern aufgrund der gleichzeitig stattfindenden ähnlichen Operation von Claude Baissac führten.